# Cnidus morosa
Cnidus morosa är en insektsart som beskrevs av Synave 1971. Cnidus morosa ingår i släktet Cnidus och familjen vedstritar. Inga underarter finns listade i Catalogue of Life.